# Студия Артемия Лебедева
«Сту́дия Арте́мия Ле́бедева» — российская дизайнерская компания, основанная Артемием Лебедевым в 1995 году. Занимается созданием сайтов и автоматизацией дизайна, графическим и городским дизайном, архитектурой, системами навигации и другим проектами в сфере дизайна. 
По версии экспертной группы «Тэглайн», до 2013 года компания лидировала в списке 100 ведущих веб-студий рунета на протяжении 7 лет. На 2023 год студия реализовала более 5 тысяч проектов с крупными брендами, лидерами мнений и общественными и государственными организациями. Среди работ студии — логотип «Яндекса», варианты дизайна схем метрополитена Санкт-Петербурга и Москвы, логотип московского метро, а также туристические логотипы российских городов. С 2020 года компания активно использует нейросети для производства дизайна. 

## История и описание
Студия была основана в 1995 году и изначально называлась WebDesign, а своё нынешнее название получила в 1998 году. В соответствии со своими правилами, студия не работает с частными лицами, политическими и религиозными организациями. Девиз компании: «Дизайн спасёт мир».
Студия известна своим неформальным стилем (в том числе и ненормативной лексикой), зачастую неприемлемым с точки зрения так называемых «традиционных корпоративных ценностей». 25 августа 2023 года студия обновила свой логотип впервые с 2015 года, отказавшись от формы, напоминавшую штрихкод.
По состоянию на декабрь 2024 года в студии работает 285 сотрудников.

## Сайт студии
Сайт студии доступен на русском и английском языках.
На сайте можно увидеть все работы студии, часто с подробным описанием нюансов дизайна и объяснением значения тех или иных решений.
В открытом доступе находится часть «Ководства», также доступного в виде отдельной книги. Кроме того, на сайте доступны бесплатные советы других разработчиков студии по HTML, XML, XSLT, JavaScript, CSS и другим веб-технологиям.
На сайте также присутствуют ежедневно обновляемые рубрики: «Мозг» и «Идиотека». Ранее велись рубрики «Иллюстрации», «Понос», «Дрюкенция», «Стрипы», «Фото дня», «Бизнес-линч» (где сотрудники студии оценивали присланные работы) и «Техдизайн» (ныне не обновляются).
25 августа 2023 года студия провела редизайн главной страницы сайта, разместив на нём интерактивный бесконечный эфир «Потокус».

## Работы

### Веб-дизайн
Студия известна созданием интернет-сайтов для крупных и хорошо известных компаний. Среди работ — дизайн сайтов компании «Яндекс» (в том числе и логотипа компании), сайт компании Газпром, российские версии сайтов Microsoft, сайт компании Евросеть — «Евросеть: люди», сайт новостного агентства Лента.ру, сайт Билайн, периодические издания «Газета.ру», «Огонёк», «Московский комсомолец», а также интерфейс системы управления бизнесом Мегаплан.

### Графический дизайн
В портфолио студии находится большое количество проектов графического дизайна, которые имеют довольно широкую направленность. Это разработка фирменного стиля и логотипов, оформление книг, плакатов, обложек, дисков, календарей, иллюстрации для известных изданий, билбордов и многое другое.

### Дизайн среды и архитектура
С начала двухтысячных студия занимается разработкой дизайна среды, в том числе интерьеров, арт-объектов, тематического оформления и выставочных стендов.

### Промышленный дизайн
В студии разработан дизайн большого количества различных предметов как бытового, так и промышленного назначения.
В мае 2005 года компания Samsung выпустила микроволновую печь «Sweetheart», дизайн которой был разработан в студии Лебедева.

#### Клавиатуры Оптимус
Разработана особая клавиатура, где все клавиши имеют встроенный OLED-дисплей. Изначально предполагалось, что кнопки будут цветные, но после Артемий анонсировал, что экраны будут чёрно-белыми, но затем вновь сообщил, что Студия прекращает работу над проектом и возвращаются к цветной версии.
Работа клавиатуры построена так, что она взаимодействуя с неким приложением на компьютере пользователя отображает заданные через него картинки, текст и, при некоторых хитростях, видео. По причине обилия требовательных к энергии экранов USB питания клавиатуре не хватает, для решения проблемы встроен специальный блок питания. Это единственная клавиатура, которая определяется как дисковый накопитель.
Позже будет сконструирована трёхкнопочная версия клавиатуры под названием «Optimus Mini». Изначальная дата продаж планировалась на май 2006 года, но чуть позже был анонсированы сроки под конец августа того же года для стран Запада и начало сентября для СНГ. Эта отсрочка связана с техническим усовершенствованием клавиатуры: системой регулировки яркости кнопок и увеличением срока службы.
29 декабря 2007 Студия анонсирует концепт клавиатуры под названием «Оптимус Тактус» без единой физической кнопки. Вся клавиатура является сенсорным экраном, что, по задумке авторов, снимает все ограничения на форму и размер клавиш.
Ещё одной модернизацией «Оптимус» стала клавиатура «Optimus AUX» состоящая из 15 OLED-кнопок и позиционируемая как дополнение к основной клавиатуре.

### Другие работы
Кроме того, студия занимается разработкой пользовательских интерфейсов, дизайном среды (например, студией были разработаны интерьеры и экстерьеры зданий и отделений ВТБ), созданием роликов и презентаций.
Широкую известность получила созданная и производимая студией клавиатура «Оптимус Максимус» (каждая клавиша которой является мини-дисплеем, способным программно менять изображение в зависимости от выбранного режима) и её уменьшенный вариант — «Оптимус Прайм».
Студия разработала свой собственный шрифт Арте́миус (шрифт Artemius создан Юрием Гордоном из студии Леттерхед) и свободно доступный язык генерации HTML-страниц Parser.
В 2013 году студия выиграла конкурс по проектированию схемы московского метрополитена.
В 2014 году студия выпустила неофициальный логотип Москвы в виде красной пятиконечной звезды.
В 2019 году студия стала автором кубка чемпионов России по футболу.
В 2020 году выпустила герб Беларуси (заказ частного лица на деньги от краудфаундинга).

### Николай Иронов
Студия создала «искусственный дизайнерский интеллект» — нейросеть — способную выполнять работу дизайнера. Проект осуществлялся в условиях строгой секретности. Нейросеть выдали за настоящего человека, удалённого работника и дали имя Николай Иронов (от «нейрон»), фотографию Николая создали из фотографий работников студии. Программу использовали более года на программе «экспресс-дизайна», за это время она выполнила свыше 20 коммерческих проектов; в портфолио Иронова находятся 17 проектов. Были созданы логотипы для популярных блогеров, различных заведений и продуктов, заказчики не догадывались, что дизайн создал не человек. 26 июня 2020 года Студия рассекретила проект. В пресс-релизе были отмечены новаторство и смелость дизайна, созданного нейросетью, по сравнению с людьми. Секретность проекта была необходима для непредвзятой оценки работы нейросети.

### Другие продукты Студии Лебедева
- fokus.am — онлайн-генератор презентаций
- mokapus.artlebedev.ru — инструмент для эффектной презентации дизайна на трехмерных носителях
- zhurnalus.artlebedev.ru — медиа о дизайне Студии Лебедева
- artlebedev.ru/potokus/  — интерактивный центр внимания для клиентов и сотрудников

## Критика
31 октября 2017 года студия подверглась критике в Интернете и средствах массовой информации за логотип бургерной «Джон Фёдор». По мнению заказчика, бизнесмена Кирилла Помалейко логотип получился плохим:
«Когда я открыл письмо со ссылкой на работу, я понял, что в одном проекте реализовались все мои самые страшные ожидания. Я ожидал, что может быть плохо, но не ожидал, что настолько. Бывает, результат плохой — и ты расстраиваешься. У меня просто была истерика. Я смеялся и думал, что это все розыгрыш и сейчас придет другое письмо с „нормальным“ логотипом. Но другое письмо не пришло».
Гомельская бургерная «Джон Фёдор» обратилась в «Студию Артемия Лебедева» по программе «экспресс-дизайн». По условиям, дизайнеры за 100 тысяч рублей разрабатывают небольшим компаниям логотип и фирменный стиль без обсуждения с заказчиком. Однако владельцам бургерной работа не понравилась, и они решили не использовать этот вариант оформления. В заведении повесили данный логотип с голосованием «Стоит ли нам быть такими?»

Основатель студии Артемий Лебедев ответил на критику владельца белорусской бургерной «Джон Фёдор», который не стал использовать логотип, разработанный его агентством. В своём «Живом журнале» Лебедев рассказал, как компания, бойкотировавшая его дизайн, использовала шум вокруг этой истории для продвижения.
«Вариант владельцу не понравился, а я считаю, что это *** (умопомрачительный) логотип, за ним будущее, и вообще остальные ребята через пару лет всосут. А то, что они сегодня не всасывают, — ну бывает»
После данного случая критике в сети интернет также подверглись некоторые работы студии, в том числе логотип компании «Эксклюзивная логистика», Альфа-Банка и Московского Метрополитена.

## Награды
| Год  | Премия         | Категория                      | Проект                                                       |
| ---- | -------------- | ------------------------------ | ------------------------------------------------------------ |
| 2018 | Tagline Awards | Выдающееся ситуативное решение | Рекламная кампания «О жизни миллиардера» для «Русского лото» |

## Статьи
- Илья Варламов. Необычный офис: Студия Артемия Лебедева. varlamov.ru (19 ноября 2010). Дата обращения: 10 сентября 2016.